# Xylocopa bentoni
Xylocopa bentoni är en biart som beskrevs av Cockerell 1919. Xylocopa bentoni ingår i släktet snickarbin, och familjen långtungebin. Inga underarter finns listade i Catalogue of Life.